# José Juncosa
José Juncosa (Les Borges Blanques, 2 febbraio 1922 – Reus, 31 ottobre 2003) è stato un calciatore e allenatore di calcio spagnolo, di ruolo attaccante.

## Palmarès

### Giocatore

#### Competizioni nazionali
- Campionato spagnolo: 2

Atlético Madrid: 1949-1950, 1950-1951
- Coppa Eva Duarte: 1

Atlético Madrid: 1951